# 清渓山入口駅
清渓山入口駅（チョンゲサンイックえき）は大韓民国ソウル特別市瑞草区新院洞にある、新盆唐線の駅。駅番号はD10。
ソウル特別市内で最南端に位置する駅である。

## 駅構造
ホーム階は地下3階に位置し、相対式ホーム2面2線を有する。保安用にホームドアシステム（フルスクリーンタイプ）を装備する。
改札階は地下1階に位置する。改札口は2か所、出口は4か所ある。出入口は2か所ある。

### のりば
案内上ののりば番号は設定されていない。
| 上り | ●新盆唐線 | 江南・新沙方面 |
| 下り | ●新盆唐線 | 板橋・亭子方面 |

## 利用状況
近年の一日平均乗車人員推移は下記の通り。
| 路線     | 乗車人員 | 乗車人員 | 乗車人員 | 乗車人員 | 乗車人員 | 中 釈 |
| 路線     | 2011年   | 2012年   | 2013年   | 2014年   | 2015年   | 中 釈 |
| -------- | -------- | -------- | -------- | -------- | -------- | ----- |
| 新盆唐線 | 1919     | 1993     | ?        |          |          |       |

## 駅周辺
当駅は清渓山と仁陵山の間の谷部分に位置し、開業当初は駅西隣に京釜高速道路があるのみであったが、開業後にアパートが数個建てられた。
- 瑞草フォレスタ5・7団地アパート
- 内谷地区6団地
- 清渓山登山村（清渓山登山口）

## バス路線
詳細は新盆唐線ホームページの乗換情報を参照。

## 歴史
- 2011年10月28日 - 開業。

## 隣の駅
新盆唐線
●新盆唐線
良才市民の森駅 (D09) - 清渓山入口駅 (D10) - 板橋駅 (D11)